# Wilson-Bappu-Effekt
Der Wilson-Bappu-Effekt ist ein physikalisch-astronomischer Effekt, der zur Distanzbestimmung von Sternen benutzt wird.
Im Jahre 1957 berichteten Olin C. Wilson und M. K. Vainu Bappu die bemerkenswerte Korrelation zwischen der Breite der Emissionslinie im Zentrum von Ca II K und der absoluten Helligkeit eines Sterns. Dieser Effekt wird Wilson-Bappu-Effekt genannt. Der Effekt ist unabhängig vom Spektraltyp des Sterns und für die Spektraltypen G, K und M gültig. 
Diese Methode ist eine von vielen Möglichkeiten um extragalaktische Distanzen zu bestimmen. Sobald man die absoluten Helligkeiten kennt, kann man mittels der Formel
{\displaystyle \ M-m=-2{,}5\cdot log_{10}(F_{1}/F_{2})\,.}
die Entfernung bestimmen. Obwohl in der Theorie diese Methode die Möglichkeit besitzt, zuverlässige Distanzberechnungen für Sterne bis zu einer Entfernung von 7 Megaparsec durchzuführen, wird sie im Allgemeinen nur für Sterne mit einer Entfernung bis zu einigen hundert Kiloparseks verwendet. Wichtig ist auch, dass dies nur für Sterne mit einer Helligkeit von größer 15 mag funktioniert.